# Krępice (Sainte-Croix)
Pour les articles homonymes, voir Krepice.
Krępice est une localité polonaise de la gmina de Skalbmierz, située dans le powiat de Kazimierza en voïvodie de Sainte-Croix.